# Paiania (Demos)
Paiania (altgriechisch Παιανία) war der zweitgrößte attische Demos.
Die Region befand sich im Landesinneren der Halbinsel, östlich des Hymettos, in der Nähe von Liopesi. Die Bereiche Ober- und Unterpaiania (ὑπένερθεν und καθύπερθεν) wurden im Zuge der kleisthenischen Reformen als Einzeldemen der Binnen-Trittys Paiania innerhalb der Phyle Pandionis zugeordnet.
Aus Unterpaiania stammte der Vater des Redners Demosthenes. Der Dichter Menander erwähnt in seiner Komödie Dyskolos ein Pan-Heiligtum in Paiania.
Unter dem Namen Peania gehört die Region heute zum Regionalbezirk Ostattika.